# Sprężyna

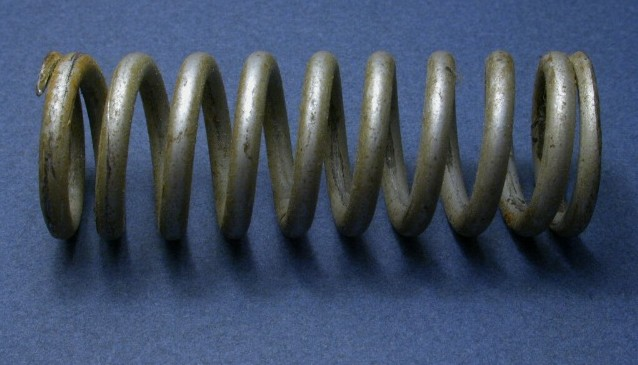
Sprężyna naciskowa

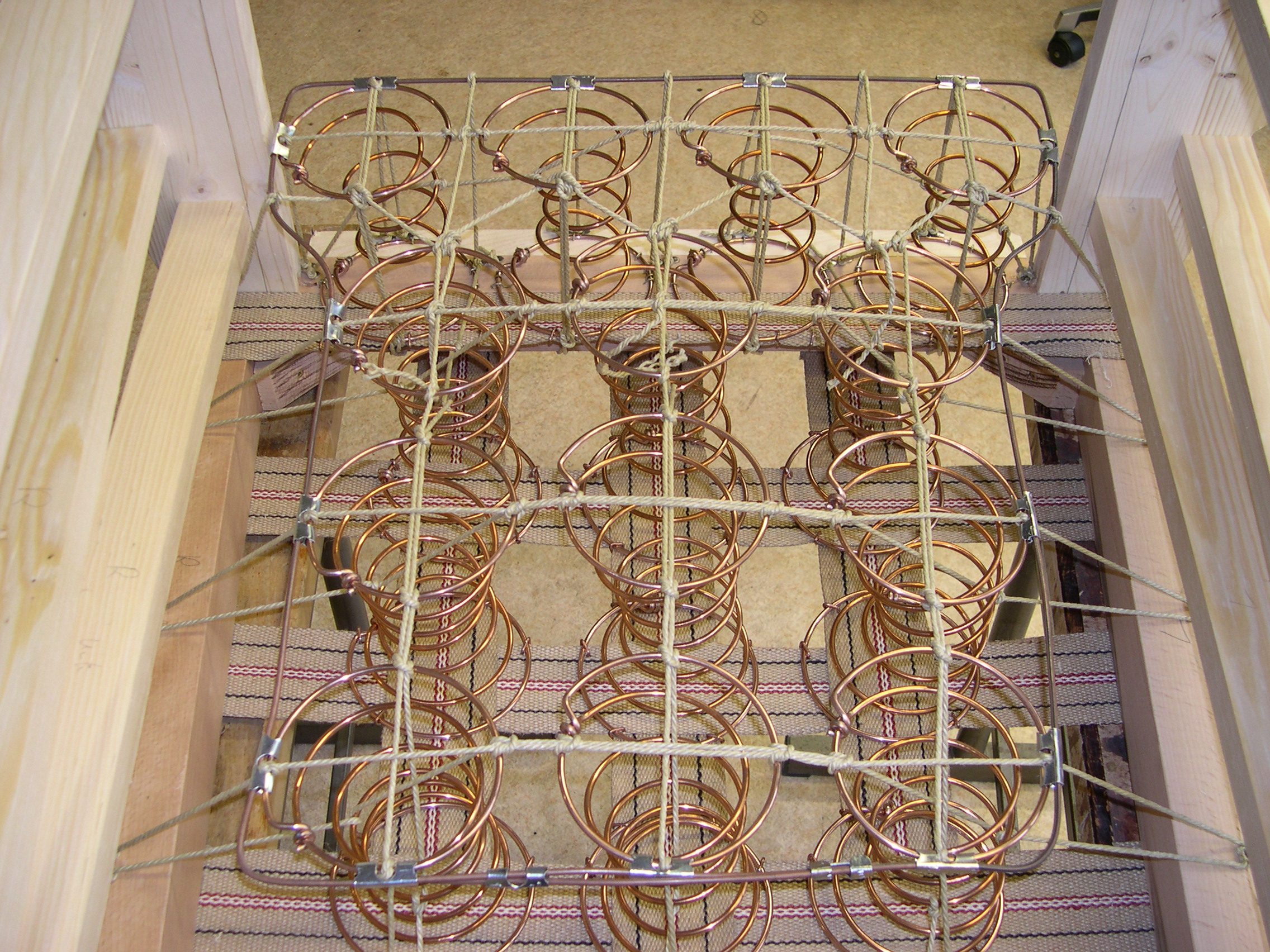
Sprężyny tapicerskie

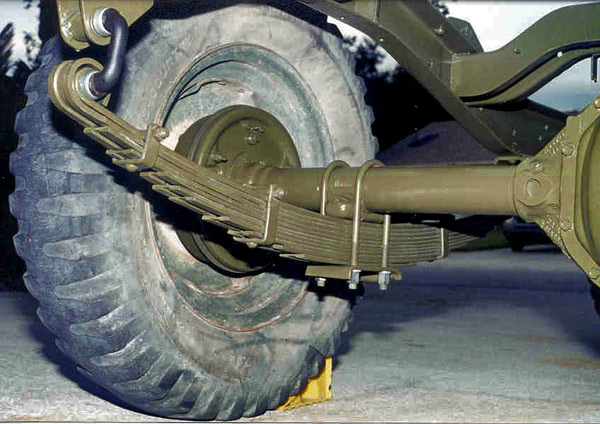
Sprężyna piórowa

Sprężyna – element sprężysty używany w budowie maszyn, głównie jako łącznik w połączeniach sprężystych.

## Historia
Zasadę sprężyny wykorzystano już kilkanaście tysięcy lat temu w łuku, w którym występuje nagłe wyładowanie się nagromadzonej energii mechanicznej, a także w niektórych pułapkach na zwierzęta (w postaci silnie napiętych prętów drewnianych). W okresie rzymskim do miotania pocisków podczas walk na morzu wykorzystywano sprężystość odgiętych desek (przykład sprężyny płaskiej).
Około 1485 roku projekt Leonarda da Vinci przewidywał, aby kuszę gigant, używaną dawniej do walk oblężniczych, zaopatrzyć w łuk z płaskowników metalowych (rodzaj resoru piórowego). Wypada wspomnieć również o miniaturowej kuszy ze stali, wynalazku hiszpańskich Maurów z XV w. Kuszę taką łatwo było ukryć nawet w rękawie. Około 1500 sprężyna występuje w nowej, ważnej postaci – sprężyny spiralnej, która zaczęła odgrywać rolę źródła energii w zegarach. W 1616 Veranzio Fausto, autor książki o maszynach, podaje rysunek powozu na resorach. Po 50 latach resory ze stali na pewno już były używane. Sprężyna śrubowa rozwinęła się prawdopodobnie ze spiralnej. Istniała już pod koniec XVIII w. Około 1800 J. Bramah zbudował maszynę do nawijania tego rodzaju sprężyn. Sprężyny tapicerskie natomiast wynaleziono w 1826 w Anglii.
Innym zastosowaniem sprężyny jest akumulacja energii mechanicznej, na przykład w napędzie tradycyjnych mechanizmów zegarowych. Sprężyny używane są też do amortyzowania uderzeń (np. zderzak kolejowy, resor) oraz do pomiaru siły (siłomierze).

## Charakterystyka

Przykłady charakterystyki sprężyn:
1 – progresywna, 2 – liniowa,
3 – degresywna, 4 – z napięciem wstępnym,
5 – łamana progesywna

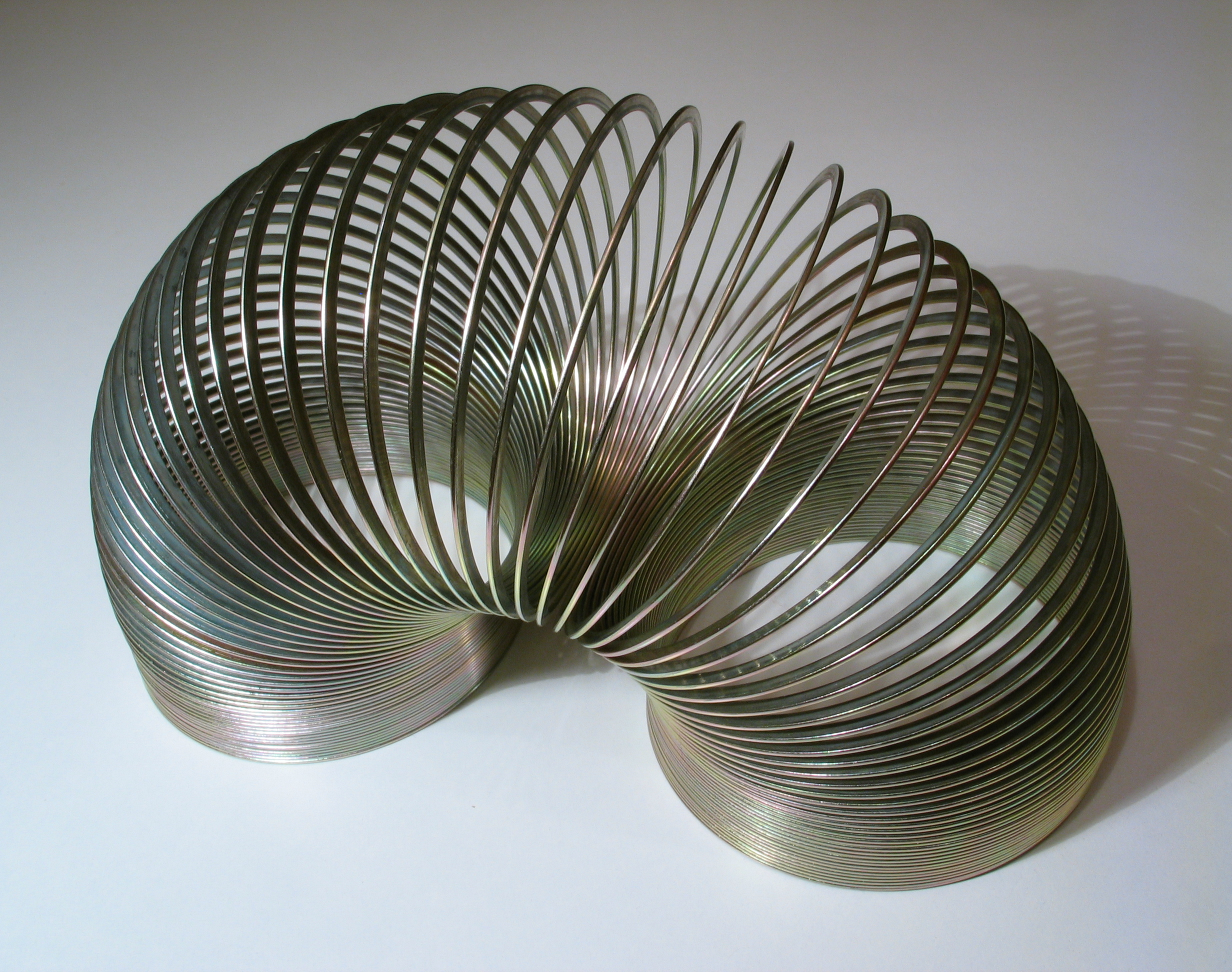
Sprężyna – zabawka

Charakterystyka sprężyny to podana w postaci graficznej zależność siły wywieranej na nią (lub momentu) od jej ugięcia (kąta obrotu). Charakterystykę sprężyn można podzielić na cztery grupy:
- progresywna (stożkowa),
- łamana,
- liniowa,
- degresywna.

W najprostszym przypadku dla sprężyn zakłada się liniową zależność siły sprężystości {\displaystyle F} od wychylenia sprężyny z położenia równowagi {\displaystyle x{:}}
{\displaystyle F=-kx,}
gdzie: {\displaystyle k} jest współczynnikiem sprężystości (stałą sprężyny), określającym przyrost siły sprężyny wraz z jej ugięciem.
Wówczas energia zgromadzona w odkształconej sprężynie wynosi:
{\displaystyle E_{p}={\frac {1}{2}}kx^{2}.}

## Klasyfikacja sprężyn
Ze względu na sposób obciążenia sprężyny można podzielić na:
- ściskane,
- rozciągane,
- skręcane,
- zginane.

Rodzaje sprężyn:
- sprężyna dociskowa
- sprężyna krążkowa
- sprężyna naciągowa
- sprężyna naciskowa
- sprężyna pierścieniowa
- sprężyna piórowa
- sprężyna płaska
- sprężyna spiralna
- sprężyna śrubowa
- sprężyna wielokrotna
- sprężyna zaworowa